# فرودگاه لاکرونیا
فرودگاه لاکرونیا (به انگلیسی: A Coruña Airport) (به زبان بومی: Aeroporto da Coruña-Alvedro) یک فرودگاه همگانی با کد یاتا LCG است که یک باند فرود آسفالت دارد و طول باند آن ۱۹۴۰ متر است. این فرودگاه در شهر لاکرونیا کشور اسپانیا قرار دارد و در ارتفاع ۱۰۰ متری از سطح دریا واقع شده‌است.